# Beta buňka

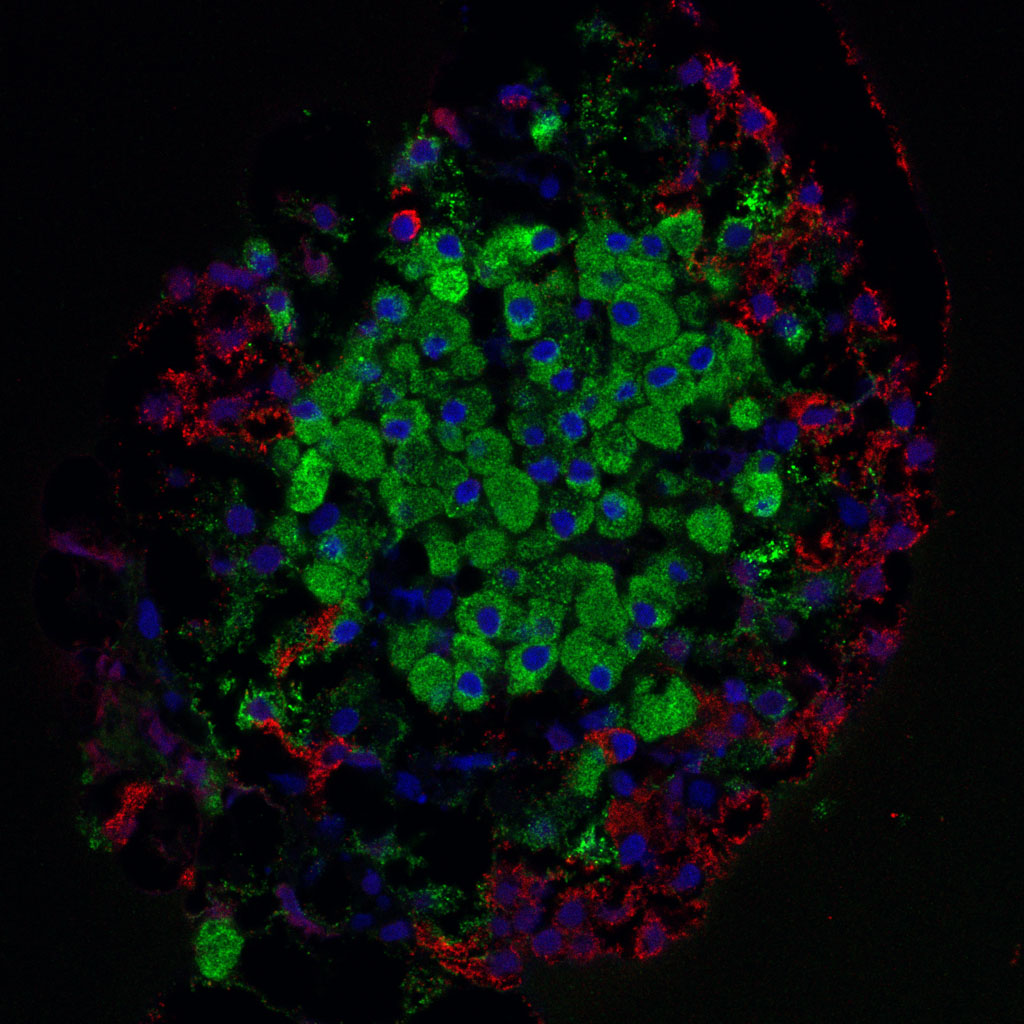
Langerhansův ostrůvek - jádra zbarvena modře, inzulín beta buněk zbarven zeleně, glukagon alfa buněk zbarven červeně

Beta buňka (B buňka, β buňka) je vedle alfa a delta buňky další buněčný typ Langerhansových ostrůvků, které jsou součástí slinivky břišní. Jedná se o buňku s endokrinní funkcí, produkují do krve hormon inzulín, který pomáhá buňkám vychytávat z krve glukózu a tím snižuje její celkový obsah v krvi.

## Histologie
Cytoplazma beta buněk obsahuje granula (beta-granula), která mají na rozdíl od granulí alfa buněk proměnlivou velikost a tvar (průměrně 0,2 μm). Pro pozorování pod světelným mikroskopem se obarvují chromovým hematoxylinem, aldehydovým fuchsinem či thioninem. V histologických preparátech jsou beta buňky světlejší oproti alfa buňkám, protože obsah beta buněk se extrahuje alkoholem.
Mitochondrie beta buněk jsou v porovnání s alfa buňkami větší, B-buňky mají zřetelnější Golgiho aparát a endoplazmatické retikulum. V elektronovém mikroskopu je vidět nápadné prosvětlení pod obalující membránou. Granula B buněk nemají jednotnou strukturu, mohou být homogenní i zrnitá a mají světlou matrix, ve které lze najít jedno i více malých krystaloidních tělísek.

### Výskyt
Beta buňky se nalézají zejména v centrální části ostrůvků. Ostrůvky v zadním laloku pankreatu obsahují přibližně 15 – 20 % B buněk a ostrůvky v ocasu, těle a přední části hlavy jsou tvořeny ze 70 – 80 % B buňkami, dohromady tedy B buňky tvoří 60 – 70 % všech ostrůvkových buněk slinivky.

## Funkce

### Inzulín
Hlavním produktem beta buněk je inzulín, který se hromadí v cytoplazmatických granulech v komplexu se zinkem. Podporuje vychytávání glukózy z krve do buněk, syntézu glykogenu v jaterních buňkách a syntézu triacylglycerolů v tukových buňkách.
Proniknutí glukózy do beta buňky způsobí otevření vápníkových kanálů a vylití vápníkových iontů do buňky, což je signálem pro syntézu inzulínu. Na vápník reagují mikrotubuly, na něž jsou připojena zralá granula beta buněk naplněná inzulínem, dojde ke stahu mikrotubulů a vypuzení granul.
Inzulín je produkován v centrální části ostrůvků, odkud je krví odnášen k periferii a zde inhibuje uvolňování glukagonu z A buněk.

### Amyloidový polypeptid ostrůvků (IAPP)
Amyloidový peptid neboli amylin je ve velmi nízkém poměru uskladněn spolu s inzulínem v beta buňkách a při stimulaci B buněk je produkován společně s ním. Jeho zásoby v podobě nerozpustných vláknitých proteinů, které obklopují nebo jsou uvnitř B buněk, se zpravidla objevují v Langerhansových ostrůvcích u pacientů s dlouhým trváním diabetu 2. typu.

## Patologie

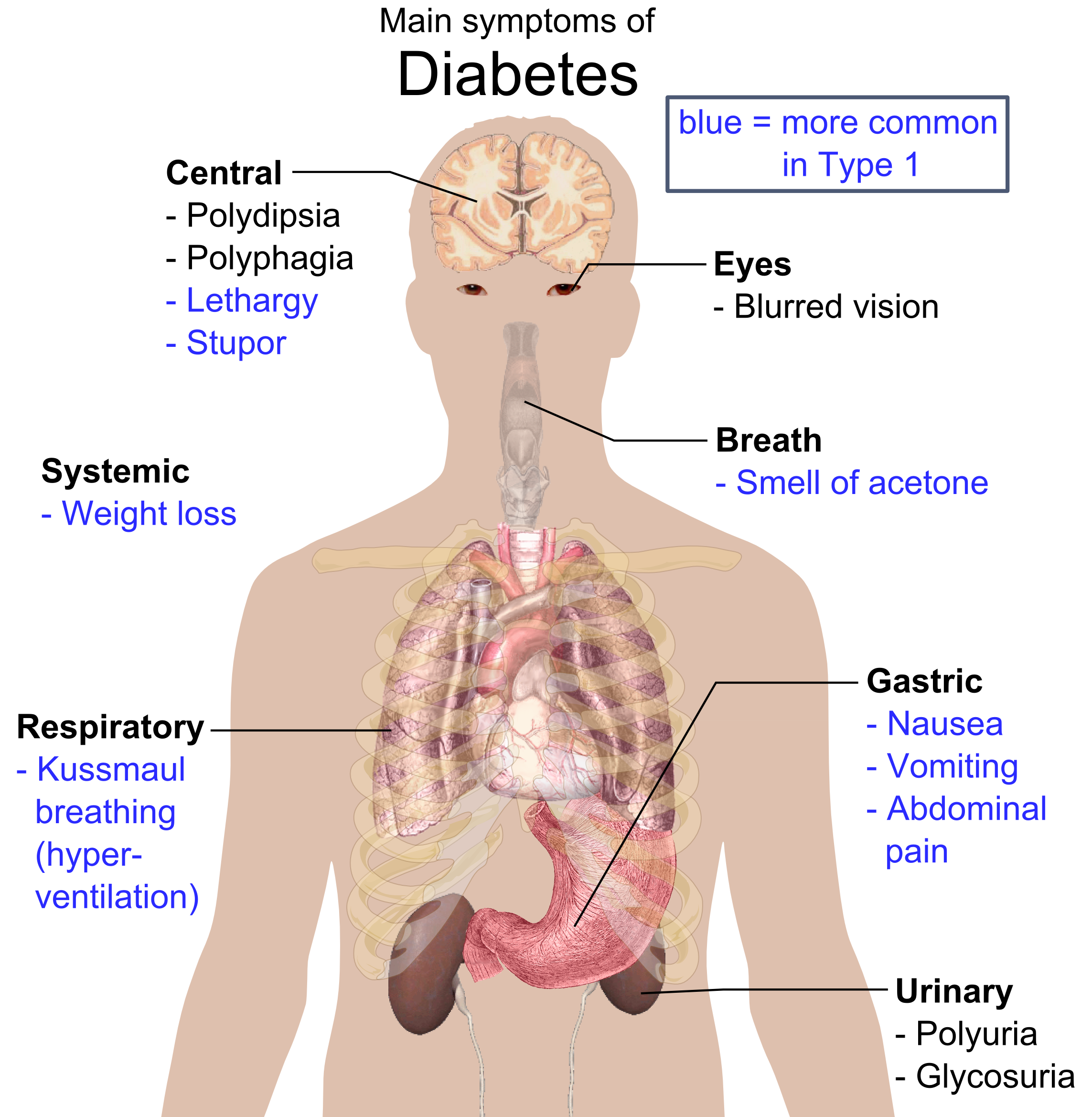
Hlavní symptomy diabetu

### Diabetes mellitus (cukrovka)
Když se u zdravé osoby zvýší hladina glukózy v krvi, okamžité uvolnění inzulínu do hodiny zajistí návrat k normálním hodnotám. U diabetiků zvýšená hladiny glukózy v krvi (hyperglykemie) zůstává na vysoké úrovni po delší dobu. Následkem je kromě hyperglykémie také polyurie (zvýšená frekvence močení a množství moči) a polydipsie (pocit žízně a zvýšený příjem tekutin).

#### Diabetes mellitus 1. typu
Diabetes mellitus 1. typu, dříve znám jako inzulin-dependentní, je zapříčiněn autoimunitní destrukcí beta buněk a ovlivňuje méně než 10 % všech pacientů s cukrovkou a začíná se projevovat před dosažením věku 25 let.
Diabetes mellitus 1. typu je celoživotní porucha homeostáze glukózy, která je výsledkem autoimunitní , toxické nebo virové destrukce B buněk v Langerhansových ostrůvcích. Nemoc je charakterizována pokud vůbec, tak malým počtem funkčních beta buněk v Langerhansových ostrůvcích a extrémně omezenou nebo vůbec žádnou produkcí inzulínu. Ostrůvek je zpočátku zanícený, později dojde k jeho atrofii a fibróze.

#### Diabetes mellitus 2. typu
Diabetes mellitus 2. typu, dříve znám jako non-inzulín-dependentní, je typicky spojený s obezitou a je kombinací snížené citlivosti tkání k inzulínu a neadekvátní sekrecí inzulinu z pankreatu. Hyperglykémie při cukrovce 2. typu je způsobena selháním beta-buněk při uspokojení zvýšené poptávky po inzulínu v těle. Nedostatečná citlivost k inzulínu může být zapříčiněna poklesem počtu dostupných receptorů pro inzulín v cílových tkáních a nedostatečnou postreceptorovou signalizací.
Tato funkční abnormalita je specifická pro glukózu, protože beta buňky si udržují schopnost odpovídat na jinou sekreci, například na sekreci aminokyselin. Funkce B buněk může být také ovlivněna chronicky zvýšenými hladinami volných mastných kyselin v plazmě, které se vyskytují u obézních osob.
Množství B buněk je tedy normální nebo mírně snížené, hladina cirkulujícího inzulínu je zvýšená nebo normální. V pozdější fázi dochází k fibróze a amyloidóze (ukládání amyloidu do mezibuněčného prostoru).

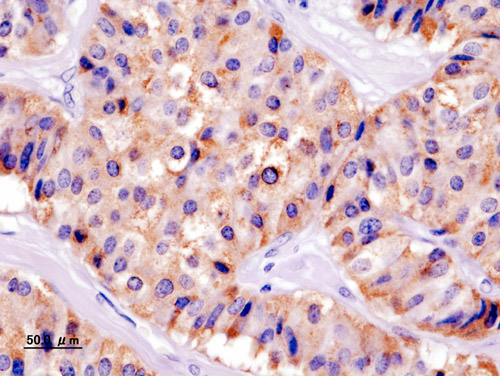
Insulinom (imunobarvení inzulínu)

### Insulinomy
Insulinomy (nádory beta buněk) tvoří asi 75 % novotvarů ostrůvkových buněk. Mohou uvolnit dostatečné množství inzulínu, aby vyvolaly těžkou hypoglykémii. Beta buňky nádorového původu, na rozdíl od svých normálních protějšků, nejsou regulovány hladinou glukózy v krvi a pokračují v sekreci insulinu autonomně, dokonce, i když je hladina glukózy v krvi velmi nízká.
Většina insulinomů jsou nezhoubné léze v těle nebo ocasu pankreatu. Obecně měří méně než 3 cm v průměru. Většina z nich (90 %) se vyskytuje osaměle a mohou být chirurgicky odstraněny. Jen menšina (5 – 15 %) se chovají zhoubně. Histologicky se insulinomy podobají běžným beta buňkám, ale jsou rozptýleny v trámčitých nebo pevných vzorech.
Nízká hladina cukru v krvi vytváří syndrom pocení, nervozity a hladu, které mohou postoupit až ke zmatení, letargii a kómatu. Příznaky mohou být zmírněny jedením, takže pacienti s insulinomy bývají obézní. Diagnóza je často zpožděna abnormálním chováním, které způsobí, že pacienti vyhledají psychiatrickou péči. Většina případů je charakterizována jen mírnou hypoglykémií a v některých případech není tumor vůbec funkční.